# Шмидт, Ганс-Тило
Ганс-Тило Шмидт (нем. Hans-Thilo Schmidt; 13 мая 1888 — 19 сентября 1943) — шпион, известный под кодовым именем «Asche» или «Source D», который продавал тайны о немецкой машине «Энигма» французам в 1930-х годах. Полученные данные передавались польским математикам. После этого, благодаря Мариану Реевскому поляки вместе с союзниками, включая Францию и Великобританию, смогли прочитать большую часть зашифрованного «Энигмой» трафика. Начиная с 1939 года и в течение всей войны c Германией они владели информацией об основных планах вермахта. Арестованный гестапо Ганс-Тило умер в тюрьме осенью 1943 года.

## Детство и юность
Ганс-Тило Шмидт родился в 1888 году в Берлине и был вторым сыном в семье директора гимназии Рудольфа Шмидта-старшего и его жены Иоганны, урождённой баронессой фон Кёниц. Ганс-Тило обучался по специальности химик, но в годы немецкой депрессии (20-е годы после первой мировой войны) было тяжело найти работу по этой профессии. Благодаря своему брату, Рудольфу Шмидту, он смог устроиться на работу в немецкое министерство обороны в Берлине. До депрессии Шмидт служил в немецкой армии, однако из-за сокращения численности вооружённых сил по Версальскому договору его уволили. Также у Ганса-Тило был свой магазин, в котором он торговал джентльменскими товарами, зонтами, тростями и шляпами - после войны его пришлось закрыть. Рудольф Шмидт после войны остался в рядах вооруженных сил, где добился положения начальника штаба войск связи. Там Рудольф отвечал за обеспечение защищённости связи, и именно он принял решение приобрести шифраторы «Энигма». Но его карьере суждено было закончиться по вине младшего брата.

## Работа в шифровальном штабе
Пройдя через ужасы Первой мировой войны (а именно газовую атаку), Ганс-Тило пришёл к выводу, что родина не обратила особого внимания на его жертвы. Он жил на незначительное пособие в размере 75 марок, когда Рудольф Шмидт познакомил его с начальником «Шифрирштелле» (ведомство, осуществляющее контроль и управление зашифрованной связью в Германии). Там он имел доступ к особо важным и секретным шифрам, сделанным для немецкой армии. Они лежали в закрытом сейфе, но Шмидту доверяли достаточно, чтобы у него был доступ к этим бумагам. В Берлине Ганс-Тило жил одиноко, затворнически и почти без средств. Зависть к брату, имеющему прекрасную карьеру, большая финансовая ценность этих шифров и недостаток денег у самого Шмидта побудили его действовать. Продав секретную информацию о шифраторе иностранным государствам, он смог бы заработать денег и нанести вред брату.
Ганс-Тило вышел на контакт с французской секретной службой, которая в то время обладала ведущими специалистами в области криптографии.
В ноябре 1931 года в гостинице «Гранд-отель» бельгийского города Вервье Шмидт встретился с французским шпионом Рудольфом Лемуаном, известным под кодовым именем «Рекс». Лемуан, работавший в французской разведке с 1914 года, без затруднений нашёл общий язык со своим земляком-берлинцем. Он предложил Гансу-Тило хорошее вознаграждение. Итогом первой встречи был договор, что в следующий раз Шмидт будет с лучшими документами, связанными с кодами, которые сможет найти.
8 ноября, через неделю, он принес два документа, в которых были инструкции по обращению с машиной «Энигма» в немецкой армии. За эти документы ему было выплачено 10 000 марок (в современном эквиваленте на 2001—2005 года 33 600$). Ганс-Тило также предложил информацию о вносимых в шифратор изменениях и сведения о деятельности германского Верховного командования, где старший брат Рудольф был начальником штаба корпуса связи. После этого у Шмидта не было пути назад, но он даже извинялся за то, что не принес список текущих параметров «Энигмы». Ганс-Тило стал регулярно передавать ценные материалы.

## Основной период жизни работника шифровального бюро

### Реакция французов на переданные Шмидтом документы
После того, как Шмидт передал секретные документы своему куратору, Гюставу Бертрану, и Лемуану (нем. Rodolphe Lemoine), они думали, что французская разведка получила источник самой ценной информации. Приехав в Париж, Бертран показал эти документы криптографам французской разведки. Рассмотрев материалы, они не были уверены в реальной ценности полученных данных. Основной причиной этого стало то, что инструкции объясняли устройство некоторых компонентов машины «Энигма» и способ отправления сообщений, но ничего не говорилось о том, как читать эти сообщения. Тогда Гюстав Бертран решил узнать мнение экспертов из Британии. Британских экспертов эта информация не заинтересовала, поэтому они были согласны с французскими коллегами. После чего Бертран передал документы начальнику Бюро шифров Польши, майору Гвидо Лангеру. В Польше были великолепные математики и огромный интерес ко всему, что относится к «Энигме», поэтому они с радостью приняли документы, которые французы и англичане сочли не имеющими практического значения.

### Разгадка «Энигмы»

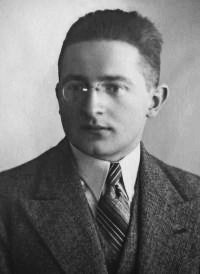
Мариан Адам Реевский

В итоге оказалось, что документы, полученные от Шмидта, сыграли существенную роль в разгадке «Энигмы». Трое математиков (Реевский, Зигальский и Рожицкий) были приняты на работу в Бюро. Самым способным из них был двадцатитрёхлетний Мариан Реевский. В 1932 году им удалось «разгадать» тайну машины «Энигма». В 1934 году Реевский сделал первый криптоаналитический «циклометр», а в 1938 году сконструировал криптоаналитическое устройство, названное «Бомбой», способное быстро перебирать каждую из 17 576 установок, пока не найдёт совпадение. Без материалов Шмидта невозможно было бы приступить к криптоанализу. Реевский говорил, насколько он признателен Гансу-Тило: «Документы Аше были словно манна с небес, и все двери сразу же открылись». После этого поляки могли читать сообщения в тот же день, когда они были отправлены, но делиться этой информацией с Англией или Францией они не стали спешить.

### Сотрудничество Ганс-Тило Шмидта с французской разведкой
На протяжении большей части 1930-х годов Реевский и его команда трудились над разгадкой «Энигмы». Ганс-Тило Шмидт продолжал сотрудничество с французской разведкой на протяжении семи лет с момента их первой встречи. Всего было 19 тайных встреч. Шмидт периодически снабжал французов информацией о подготовке военных операций.
Французы покупали у Шмидта шифровальные книги, в которых были указаны ключи текущего дня на месяц. Такие книги вручались всем немецким операторам «Энигмы», и в них была вся информация для зашифровки и расшифровки сообщения. Полковник французской разведки Гюстав Бертран передавал материалы майору Гвиду Лангеру до осени 1939 года. Майор хранил эту информацию у себя в столе, не рассказывая о ней Реевскому. Он считал, что нужно научиться самим читать сообщения на случай начала войны. Гвидо Лангер понимал, что в случае войны Ганс-Тило потеряет возможность продавать информацию. Эти ключи помогли бы сэкономить Реевскому массу времени и сил. Всего за время сотрудничество Шмидта с французами было передано 38 книг за 38 месяцев, в каждой книге были ключи.

## Конец работы Asche

### Первые угрозы разоблачения

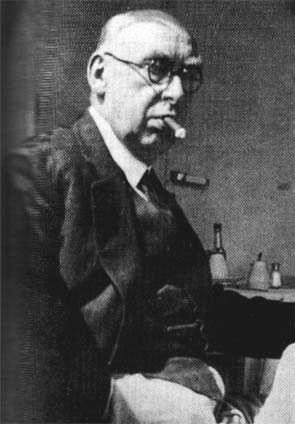
Рудольф Лемуан, настоящее имя Рудольф Штальман (1871—1946)

Рудольф Лемуан (нем. Rodolphe Lemoine), связной Ганс-Тило, был арестован немецкой контрразведкой весной 1938 года. На допросе французский агент не рассказал ничего о своих контактах с Г. Шмидтом. Но, даже поверив своему агенту, французская спецслужба запретила ему все контакты с человеком, предоставляющим важные разведывательные данные.
В начале 40-х Франция была оккупирована Германией. После изучения захваченных французских документов немцы пришли к закономерному выводу о наличии крота в шифровальном бюро министерства Германии. Было выяснено, что человек, переведённый из шифрбюро в исследовательский отдел рейхсминистерства авиации, сотрудничал с французской разведкой. Но для Шмидта было большим везением, что таких как он оказалось несколько. В результате этого у фашистов не нашлось достаточных доказательств вины Ганс-Тило. Но главное, что немцы вышли на след Лемуана и начали активные его поиски.

### Арест и смерть шпиона
Ганс-Тило Шмидт был арестован 1 апреля 1943 года. Причиной этого стало то, что немцы нашли Лемуана, который так и не сумел бежать из страны. У него было несколько вариантов, таких как Англия или Испания, но что-то постоянно ему мешало, так после полной оккупации ему было пришлось остаться в стране. Он жил в южной части Франции, которой до немцев управлял А. Петен в городе Виши.
В Париже, на допросе, Рекс рассказал всё о Шмидте и о передаче информации по «Энигме».
Осенью 1943 года Ганс-Тило Шмидт умер в тюрьме, на опознание тела была приглашена его дочь, из-за его родственников и знакомых ему позволили просто покончить с собой. Существует версия, по которой за Ганс-Тило Шмидта просил рейхсмаршал Геринг. В сентябре смерть Шмидта подтвердилась. Могила Шмидта была заброшена и забыта. Несмотря на всю его работу, руководство Рейха не усомнилось в надежности своего шифратора после модернизации. Рудольф Лемуан умер в тюрьме после войны в 1946 году. Так же в 1943 году закончилась карьера брата Ганса-Тило Шмидта, генерал-полковника Рудольфа Шмидта.